# Joan Hickson
Joan Hickson OBE (* 5. August 1906 in Kingsthorpe, Northampton, England; † 17. Oktober 1998 in Wivenhoe, Colchester, England) war eine britische Schauspielerin.

## Leben und Werk
Joan Hickson spielte, nachdem sie schon 1934 im Film debütierte, Nebenrollen in vielen bekannten und wichtigen Filmen der 1950er Jahre in England, darunter Kapitän Seekrank und Der Unwiderstehliche mit Alec Guinness und machte sich dadurch nicht zuletzt einen Namen als große Komödiantin. Zudem trat sie in sieben Filmen von Gerald Thomas auf, darunter fünf aus der Reihe Carry On…, zuvor schon in den ersten drei Filmen der Doktor-Filmreihe von dessen Bruder Ralph Thomas. Schon 1957 spielte sie im Film Carry On Admiral, dem diese Reihe dann ihren Namen zu verdanken hatte. Sie hatte weit über 100 Auftritte in Spielfilmen und Fernsehserien.
Bekannt wurde Hickson durch ihre Miss-Marple-Darstellung. Schon in den 1940er Jahren hatte Agatha Christie sie in einem Bühnenstück gesehen und schrieb ihr: „Ich hoffe, dass Sie eines Tages meine Miss Marple spielen.“ 1961 trat sie in einer Nebenrolle als Zugehfrau Mrs. Kidder im Film 16 Uhr 50 ab Paddington an der Seite von Margaret Rutherford auf. In den Jahren 1984 bis 1992 produzierte die BBC insgesamt zwölf werkgetreue Verfilmungen der Miss-Marple-Romane mit Hickson in der Hauptrolle, deren deutsche Erstausstrahlung im DDR-Fernsehen erfolgte. In den 1990er Jahren wurden diese Folgen auch von den Dritten Programmen der ARD und tm3 wiederholt. Seit 1998 wurden sie in Deutschland nicht mehr ausgestrahlt und sind daher hierzulande nicht sehr bekannt. Seit dem 17. April 2024 zeigt der Sender One die zweite Staffel komplett neu restauriert und digital aufbereitet.
1987 wurde Hickson der Orden „Order of the British Empire“ verliehen.

## Filmografie (Auswahl)
- 1950: Eine Stadt hält den Atem an (Seven Days to Noon)
- 1951: Der wunderbare Flimmerkasten (The Magic Box)
- 1952: Der Unwiderstehliche (The Card)
- 1953: Sein größter Bluff (The Million Pound Note)
- 1954: Aber, Herr Doktor… (Doctor in the House)
- 1955: Doktor Ahoi! (Doctor at Sea)
- 1957: Kapitän Seekrank (Barnacle Bill)
- 1958: Herzlich willkommen im Kittchen (Law and Disorder)
- 1958: Postlagernd Westminster (Chain of Events)
- 1959: Die 39 Stufen (The 39 Steps)
- 1959: 41 Grad Liebe (Carry On Nurse)
- 1959: Treppauf – Treppab (Upstairs and Downstairs)
- 1959: Die liebestolle Familie (Please Turn Over)
- 1960: Ist ja irre – Diese strammen Polizisten (Carry On, Constable)
- 1960: Herr der drei Welten (The 3 Worlds of Gulliver)
- 1960: Dreimal Liebe täglich (Doctor in Love)
- 1961: Skandal in der Whigmore Hall (Raising the Wind)
- 1961: Nicht so toll, Süßer (Carry On Regardless)
- 1961: 16 Uhr 50 ab Paddington (Murder She Said)
- 1963: Krankenschwester auf Rädern (Nurse on Wheels)
- 1970: Liebe, Liebe usw. (Carry On Loving)
- 1973: Theater des Grauens (Theatre of Blood)
- 1973: Mißwahl auf Englisch (Carry On Girls)
- 1974: Ohne Hemd und ohne Höschen – Der Fensterputzer (Confessions of a Window Cleaner)
- 1975: Wer hat unseren Dinosaurier geklaut? (One of Our Dinosaurs Is Missing)
- 1979: Yanks – Gestern waren wir noch Fremde (Yanks)
- 1983: Die verruchte Lady (The Wicked Lady)
- 1984–1992: Miss Marple (Agatha Christie’s Miss Marple)
- 1986: Clockwise – Recht so, Mr. Stimpson (Clockwise)
- 1990: König der Winde (King of the Wind)
- 1993: Century